# Д’Аркур, Эжен (композитор)
Граф Анн-Мари Эжен д’Аркур (фр. Anne-Marie Eugène d'Harcourt; 2 мая 1859, Париж — 4 марта 1918, Локарно) — французский композитор, дирижёр и музыкальный критик из рода Аркуров.

## Биография
Сын капитана фрегата маркиза Брюно д’Аркура (1813—1891) и Мари Жюльетт Каролин д’Андинье де Ла Шасс (1834—1871), внук герцога Эжена д’Аркура.
Окончил Парижскую консерваторию, где его учителями были Камиль Сен-Санс и Мари Савар, изучал также орган под руководством Эжена Жигу и в дальнейшем выступал как организатор органных концертов своего учителя в специально построенном Зале д’Аркур. Затем также организовал свой оркестр, к участию в котором по совету Венсана д’Энди привлёк в качестве концертмейстеров молодых бельгийских музыкантов — Матьё Крикбома, Поля Мири и др. Под управлением д’Аркура была дана, в частности, премьера оратории Жюля Массне «Земля обетованная» 15 марта 1900 года.
В 1906—1907 годах предпринял большое турне по Германии и Австро-Венгрии для знакомства с музыкальной жизнью на местах. По возвращении в Париж выпустил в 1908 году справочник «Актуальная музыка в Германии и Австро-Венгрии. Консерватории, концерты, театры» (фр. La musique actuelle en Allemagne et Autriche-Hongrie. Conservatoires, Concerts, Théâtres). В 1916 году гастролировал как дирижёр в Нью-Йорке и Сан-Франциско.

## Семья
Жена (23.07.1898): Арманда де Пьер де Бернис (род. 23.07.1876), дочь Мари-Эрве де Пьер де Берниса, маркиза де Берниса, и Мари-Гюстави-Шарлотты Люс
Дети:
- граф Брюно д’Аркур (Мари-Эрве Жан Брюно, 30.09.1899—19.04.1930), автогонщик, разбился в ходе гонки Гран-при Марокко. Жена (12.09.1923): принцесса Изабелла Орлеанская (1900—1983), дочь орлеанистского претендента на французский престол Жана Орлеанского, герцога де Гиза, и Изабеллы Орлеанской
- Мари-Габриель Жюльетт Вьерн д’Аркур (26.08.1900—07.06.1977). Муж (23.07.1921): Альфонсо де Сайяс-и-Бобадилья, маркиз де Сайяс (1896—1970)